# Guy de Bar
Guy de Bar, dit Le Veau de Bar, seigneur de Presles (commune de Cussy-les-Forges, Yonne), chevalier, conseiller et chambellan des ducs de Bourgogne Jean sans Peur et Philippe le Bon, est un capitaine bourguignon qui participa activement à la guerre civile entre Armagnacs et Bourguignons dans les années 1410 et 1420 et mourut en 1436.

## Un membre d'un lignage de la bonne noblesse locale bourguignonne

### Origines
Dès 1323, un certain Jean de Bar, damoiseau, tenait un fief de Perrin de Saint-Francon dans la ville et finage de Presles. C'est sans doute le même homme que ce Jean de Bar, écuyer, qui eut trois fils également écuyers, Oudot, Guy et Jean, qui se distinguèrent par des actions d'éclat dans l'Auxois contre les Grandes Compagnies, dans les années 1360.
Ce premier Guy de Bar, bientôt mentionné comme chevalier et seigneur de Presles et de Bierry (commune de Sauvigny-le-Bois, Yonne), marié à Marie de Digoine, qui était issue de la famille des seigneurs d'Arcy-sur-Cure, qui combattit dans les armées de Philippe le Hardi et mourut avant 1401, est le père de Guy de Bar.

### Le Veau de Bar, un énigmatique surnom
Les chroniqueurs du XVe siècle, qui sont nombreux à mentionner Guy de Bar, l'appellent « Le Veau de Bar » ou « Le Viau de Bar ». Les sources de la pratique, comme les comptabilités de l’État bourguignon, emploient aussi, quoique moins systématiquement, ce surnom.
Décontenancés par ce curieux sobriquet, les éditeurs des chroniques et les historiens ont échafaudé des hypothèses qui laissent dubitatif, voire paraissent franchement hasardeuses. Celle qui a connu la plus grande vogue consiste à considérer qu'il faut lire non pas « Le Veau », mais « Le Beau » : elle s'appuie sur le journal d'un bourgeois de Paris et a rallié des historiens de renom comme Ernest Petit.
Pourtant, la grande majorité des occurrences ne laissent pas de doute sur la lecture « Le Veau » et la chronique du Vénitien Antonio Morosini, qui le nomme « Lo Vechio de Bar », achève de la corroborer.

## Une carrière au cœur du conflit entre Armagnacs et Bourguignons

### Un «gentilz capitaine bourguignon» (Jean de Wavrin)
En 1408, Guy de Bar apparaît comme capitaine de la ville d'Avallon.
Dès 1411, il sert dans les armées du duc de Bourgogne, à la tête d'une compagnie de 17 écuyers, d'un arbalétrier et d'un archer.
En 1412, il participe, chevalier bachelier, au siège de Château-Chinon à la tête d'une compagnie de 48 écuyers.
En mai 1414, alors que la noblesse bourguignonne est mobilisée et reçue à montre à Châtillon-sur-Seine par Jean de Neuchâtel et Antoine de Vergy, en vue de rejoindre le duc en Artois pour faire face à la reconquête des Armagnacs, Guy de Bar se présente en compagnie de 4 autres chevaliers bacheliers, de 133 écuyers, d'un trompette, de 3 ménétriers et de 56 archers.
De 1417 à 1418, il participe à l'offensive bourguignonne en direction de Paris. À la fin du mois d'août, il est reçu à montre à Beauvais en compagnie de trois autres chevaliers bacheliers, de 133 écuyers, de 40 hommes de trait, de deux trompettes et de trois ménétriers. Le 8 octobre, il se voit confier avec d'autres seigneurs du parti bourguignon le gouvernement des villes de Mantes, Meulan, Pontoise, Poissy et du pays alentour. Enfin, le 29 mai 1418, il est l'un des trois capitaines bourguignons – avec Villiers de L’Isle-Adam et Claude de Chastellux – qui prennent la ville de Paris aux Armagnacs.

### Offices
Il fut bailli d'Auxois pour le duc de Bourgogne du 22 avril 1411, date à laquelle il remplaça Jean de Rochefort, écuyer, au 20 juillet 1418, où il fut remplacé par Jean de Cussigny, chevalier. Situé au nord-ouest du duché de Bourgogne, l'Auxois était le bailliage bourguignon le plus immédiatement en contact avec les régions contrôlées par les Armagnacs.
Après la prise de Paris par les Bourguignons, Guy de Bar fut investi de la charge de prévôt de Paris le 30 mai 1418. En septembre 1418, ayant été nommé lieutenant général en Normandie, il céda l'exercice de son office à Jacques Lamban, bailli de Vermandois, tout en en conservant le titre. Il retrouva la plénitude de la charge de prévôt de Paris le 10 octobre et la conserva jusqu'en février 1419, où il fut remplacé par Gilles de Clamecy.
Le 25 août 1418, Guy de Bar retrouva son office de bailli d'Auxois et le conserva jusqu'au 16 avril 1423, date à laquelle il fut remplacé par maître Jean de Digoine.
Guy de Bar occupa ensuite l'office de bailli de Sens (Yonne) et d'Auxerre, de 1423 à 1435 au moins.

### Honneurs et distinctions, missions spéciales
En 1411, Guy de Bar est chargé d'escorter la duchesse Marguerite de Bavière jusqu'à Paris, pour la protéger des compagnies errantes.
De 1413 à 1420 au moins, Guy de Bar est conseiller et chambellan des ducs de Bourgogne Jean Sans Peur, puis Philippe le Bon.
Il est également conseiller et chambellan du roi Charles VI, attesté en 1419.
Il est lieutenant du roi en Normandie en 1418.
En février 1419, il est chargé avec Jacques de Courtiambles par Jean Sans Peur d'une ambassade auprès du duc de Savoie.

## Fortunes de Guy de Bar

### Le patrimoine et les revenus
À la fin de sa vie, Guy de Bar apparaît comme un seigneur bien possessionné dans l'Auxois : il est seigneur de Presles (commune de Cussy-les-Forges, Yonne), de Mussy-la-Fosse (Côte-d'Or), de Villars-Frémoy (commune de Courcelles-Frémoy, Côte-d'Or), de Bierry (commune de Sauvigny-le-Bois, Yonne) et du Saulce (commune d'Island (Yonne), Yonne). Il détient par ailleurs des seigneuries dans d'autres bailliages du duché de Bourgogne, en Nivernais, en Berry ou encore en Bourbonnais.
Le métier des armes n'est pas étranger à la constitution par Guy de Bar d'une belle fortune. Au cours des années 1410 et 1420, il apparaît comme un véritable « entrepreneur de guerre » qui certes est au service du duc de Bourgogne, mais n'en est pas moins attentif aux profits qu'il peut retirer de la guerre. De Jean Sans Peur puis de Philippe le Bon, il reçoit les « gaiges et soldées » de lui et des hommes de sa compagnie, mais aussi une pension et des dons exceptionnels. L'obtention de dons est favorisée par le fait que grâce à sa participation aux campagnes militaires du duc, Guy de Bar jouit d'un accès direct à la personne du prince, qui lui permet de solliciter sa générosité, comme le montre le don qui lui est fait vers 1419 par Jean Sans Peur d'une mine de métaux située dans le finage de la ville d'Avallon. Il bénéficie aussi de dons d'Henri VI, « roy de France et d'Angleterre », en 1423 et 1425.
À côté des profits licites, il y a aussi les produits des exactions. En janvier 1420 en Auxois, Guy de Bar n'hésite pas à faire extorquer par ses gens la somme de 250 fr. aux gens du maître de la monnaie de Chalon pour le duc et obtient sans difficulté la régularisation de l'opération de la part de la duchesse et du receveur général de Bourgogne au titre de l'entretien de ses compagnons. Dans le même ordre d'idées, Juvénal des Ursins estime que les trois capitaines bourguignons qui prirent Paris en 1418, retirèrent chacun 100 000 écus de profit des « pilleries, robberies et rançons » qui accompagnèrent leur entrée dans la ville. Il est vrai qu'au début de sa carrière de capitaine, Guy de Bar eut aussi à faire les frais des misères de la guerre : en 1414, il fut fait prisonnier et dut « pay[er] grande finance à celui qui l'avoit pris ».

### Deux mariages mais pas de descendance
Guy de Bar épouse successivement deux veuves qui ont toutes deux eu des enfants de leur premier lit, mais n'en ont pas avec lui, Yolande de Châteauvillain, fille de Jean, seigneur de Thil et de Châteauvillain et Jeanne de Ternant.
À la mort de Guy de Bar le 24 janvier 1436, c'est Geoffroy de Beauvoir, dit d'Auxerre, qui hérite de la majeure partie du patrimoine de Guy de Bar.